# Galphimia amambayensis
Galphimia amambayensis är en tvåhjärtbladig växtart som beskrevs av C. E. Anderson. Galphimia amambayensis ingår i släktet Galphimia och familjen Malpighiaceae. Inga underarter finns listade i Catalogue of Life.